# As-Sidschzī

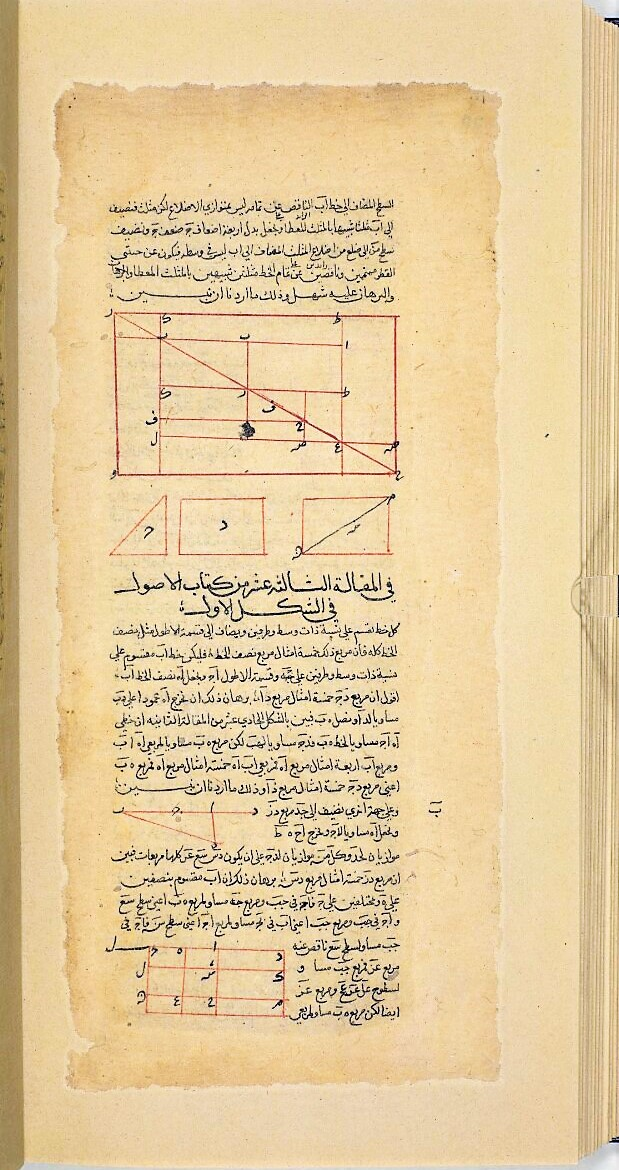
Eine Seite von As-Siǧzîs geometrischer Abhandlung

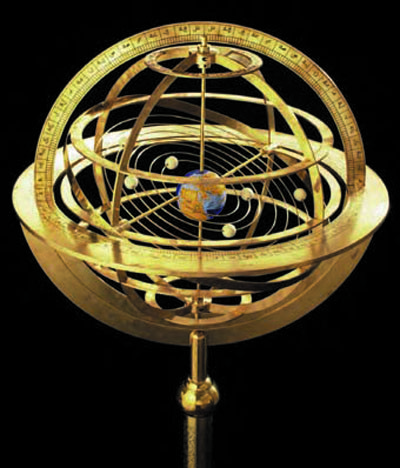
Modell des Sonnensystems und der Erdbewegung (Planetarium) nach as-Siǧzî

Abū Saʿīd Ahmad ibn Muhammad as-Sidschzī (arabisch أبو سعید أحمد بن محمد السجزي, DMG Abū Saʿīd Aḥmad ibn Muḥammad as-Siǧzī; geboren um 945; gestorben um 1020), auch bekannt als al-Sindschari und Sidschzi (sowie Alsidschzi und al-Sidschzi; englisch transkribiert al-Sijzi oder as-Sijzi, ist die Kurzform von „as-Sidschistani“), war ein iranischer Astronom, Mathematiker und Astrologe. Er stand in einem engen korrespondierenden Kontakt mit al-Bīrūnī. Zudem vermutete er, dass die Erde um eine Achse rotiert.

## Leben
Die Überlieferungen zu As-Siǧzîs Leben liegen nur fragmentarisch vor. Sicher ist nur, dass sein Vater Abu 'l-Husayn Muhammad ibn 'Abdalalgalil ein Geodät war und, dass er, darauf deutet der Name Siǧzî hin, in Sègistan, dem heutigen Sistan geboren wurde. Seine produktivste Schaffensperiode, so wird vermutet, lag zwischen den Jahren 960 bis 1.000. Zudem bestand wohl eine gewisse Abhängigkeit von seinem Gönner Adud ad-Daula, einem Potentaten in Balch, dem er mehrere seiner Schriften widmete.
Gesichert ist seine Teilnahme an den astronomischen Beobachtungen in Schiras während der Wintersonnenwende der Jahre 969 und 970.

## Wirken
As-Siǧzîs Experimentierfreude ließ ihn ein gebräuchliches Astrolabium variieren. So vertauschte er bei einer seiner Varianten die Rete und die Mater gegenüber den gängigen Instrumenten, womit sein Kollege al-Bīrūnī die These, dass sich die Erde drehe und der Himmel unbeweglich sei, zu beweisen versuchte.
Als sich As-Siǧzî mit Kegelschnitten befasste, fand er eine einfachere Methode die Dreiteilung eines Winkels zu bestimmen: Er ersetzte die aus der Antike stammende kinematische Dreiteilung durch eine rein geometrische Lösung, welche sich aus dem Schnittpunkt eines Kreises mit einer gleichseitigen Hyperbel ergibt.
Auf das Konto As-Siǧzîs geht auch der Bau eines kleinen Planetariums, das als Modell des ptolemäischen Weltbilds konzipiert war. Die Sonne und die Planeten drehen sich dabei im Inneren eines kugelförmigen Gitters um die Erde, auf der sogar Städte, Berge, Meere und Wüsten eingraviert waren. Ein Nachbau ist im Museum des Institutes für Geschichte der Arabisch-Islamischen Wissenschaften der Goethe-Universität in Frankfurt am Main zu sehen.
Bis in die Gegenwart existieren noch mehr als 40 Abhandlungen über die elementare Geometrie und Kegelschnitte, die As-Siǧzî in der Tradition der griechischen Antike geschrieben hat, aber bis heute in keine westliche Sprache übersetzt worden ist. Meist handelt es sich bei diesen Werken um die Grundlagen des Faches und sind in erster Linie für die Einsteiger in diese Materie gedacht. In seinen etwas anspruchsvolleren Lehrbüchern fanden spätere Mathematikgenerationen aber zahlreiche Fehler.

## Nachweise
1. 1 2  Modell des Sonnensystems und der Erdbewegung ("Planetarium") nach as-Siǧzî. Museum des Institutes für Geschichte der Arabisch-Islamischen Wissenschaften, 2010, abgerufen am 26. März 2020.
2. ↑  Alessandro Bausani: Cosmology and Religion in Islam. In: Scientia/Rivista di Scienza. Band 108, Nr. 67, 1973, S. 762.
3. ↑  M. J. L. Young (Hrsg.): Religion, Learning and Science in the 'Abbasid Period. Cambridge University Press, 2006, ISBN 978-0-521-02887-5, S. 413 (archive.org).
4. ↑  J. J. O’Connor, E. F. Robertson: Abu Said Ahmad ibn Muhammad Al-Sijzi. MacTutor History of Mathematics archive, 1999, abgerufen am 26. März 2020 (englisch).
5. ↑  Jan P. Hogendijk: Al-Sijzi's Treatise on Geometrical Problem Solving. (PDF) 1996, S. VIII, abgerufen am 26. März 2020 (englisch).
6. 1 2  Jan P. Hogendijk: al-Sigzi, Abu Sacid Ahmad ibn Muhammad ibn 'Abdalgalli, Lexikon der bedeutenden Naturwissenschaftler, 2007, Band 3; Elsevier GmbH, München; S. 295; ISBN 3-8274-1883-6

| Personendaten    | Personendaten                                                                       |
| ---------------- | ----------------------------------------------------------------------------------- |
| NAME             | Sidschzī, as-                                                                       |
| ALTERNATIVNAMEN  | Sijzi, Abu Sa'id Ahmed ibn Mohammed ibn Abd al-Jalil al-; Sinjari, al-; Sijazi, al- |
| KURZBESCHREIBUNG | persischer Astronom, Mathematiker und Astrologe                                     |
| GEBURTSDATUM     | um 945                                                                              |
| STERBEDATUM      | um 1020                                                                             |